# Paradoks (serial telewizyjny 2009)
Paradoks (ang. Paradox) – brytyjski serial telewizyjny wyprodukowany dla BBC przez Clerkenwell Films. Serial został nakręcony w Manchesterze; pięć godzinnych odcinków wyemitowano w listopadzie i grudniu  2009 roku. W związku z nieprzychylnym przyjęciem przez widzów i krytyków produkcja została zarzucona.